# Luís Capoulas Santos
Luís Manuel Capoulas Santos GCMAIC (Montemor-o-Novo, 22 de agosto de 1951) é um funcionário público e político português.
Ocupou diversos cargos em governos portugueses.

## Biografia
Licenciado em Sociologia pela Universidade de Évora, foi professor do ensino secundário e presidente do Conselho Diretivo da Escola Secundária de Montemor-o-Novo, antes de ingressar na carreira técnica superior do Ministério da Agricultura.
Eleito vereador da Câmara Municipal de Montemor-o-Novo nas eleições autárquicas de 1976, seria, posteriormente, eleito deputado à Assembleia da República, nas eleições legislativas de 1991 e de 1995, em ambas as ocasiões eleito pelo Círculo Eleitoral de Évora. Entretanto tornava-se também presidente da Federação Distrital de Évora do Partido Socialista, a partir de 1993.
Nos governos de António Guterres Capoulas Santos foi Secretário de Estado da Agricultura e do Desenvolvimento Rural de 1995 a 1998, ano em que passou a Ministro da Agricultura, do Desenvolvimento Rural e das Pescas, em substituição de Fernando Gomes da Silva.
Foi eleito deputado ao Parlamento Europeu, nas eleições europeias de 2004 e 2009, cumprindo dez anos nesse cargo, em que foi membro da Comissão de Agricultura e Desenvolvimento Rural, relator da PAC e vice-presidente da Assembleia Parlamentar Euro-Latino-Americana.
Em 2014 volta-se a candidatar e a ganhar a presidência da Distrital de Évora do PS, na mesma altura exercia igualmente o mandato de membro da Assembleia Municipal de Évora, para o qual foram eleito em 2013 depois de ter sido presidente do mesmo órgão desde 2002.
Surge de regresso ao cargo de Ministro da Agricultura, no XXI Governo Constitucional, chefiado por António Costa.
Em 2012 era filiado na maçonaria na Loja do Ocidente, do Grande Oriente Lusitano
É deputado à Assembleia da República, eleito pelo PS no círculo de Évora, na XV legislatura.

## Condecorações
- A 17 de Janeiro de 2006 foi agraciado com a Grã-Cruz da Ordem Civil do Mérito Agrícola, Industrial e Comercial Classe Agrícola[11].
- Em Setembro de 2018 foi entronizado Confrade de Honra pela Confraria Gastronómica do Frango do Campo[12].

## Funções governamentais exercidas
- XIII Governo Constitucional
  - Ministro da Agricultura, do Desenvolvimento Rural e das Pescas
- XIV Governo Constitucional
  - Ministro da Agricultura, do Desenvolvimento Rural e das Pescas
- XXI Governo Constitucional
  - Ministro da Agricultura, Florestas e Desenvolvimento Rural